# Pelzlangusten
Die Einteilung der Lebewesen in Systematiken ist kontinuierlicher Gegenstand der Forschung. So existieren neben- und nacheinander verschiedene systematische Klassifikationen. 
Das hier behandelte Taxon ist durch neue Forschungen obsolet geworden oder ist aus anderen Gründen nicht Teil der in der deutschsprachigen Wikipedia dargestellten Systematik.

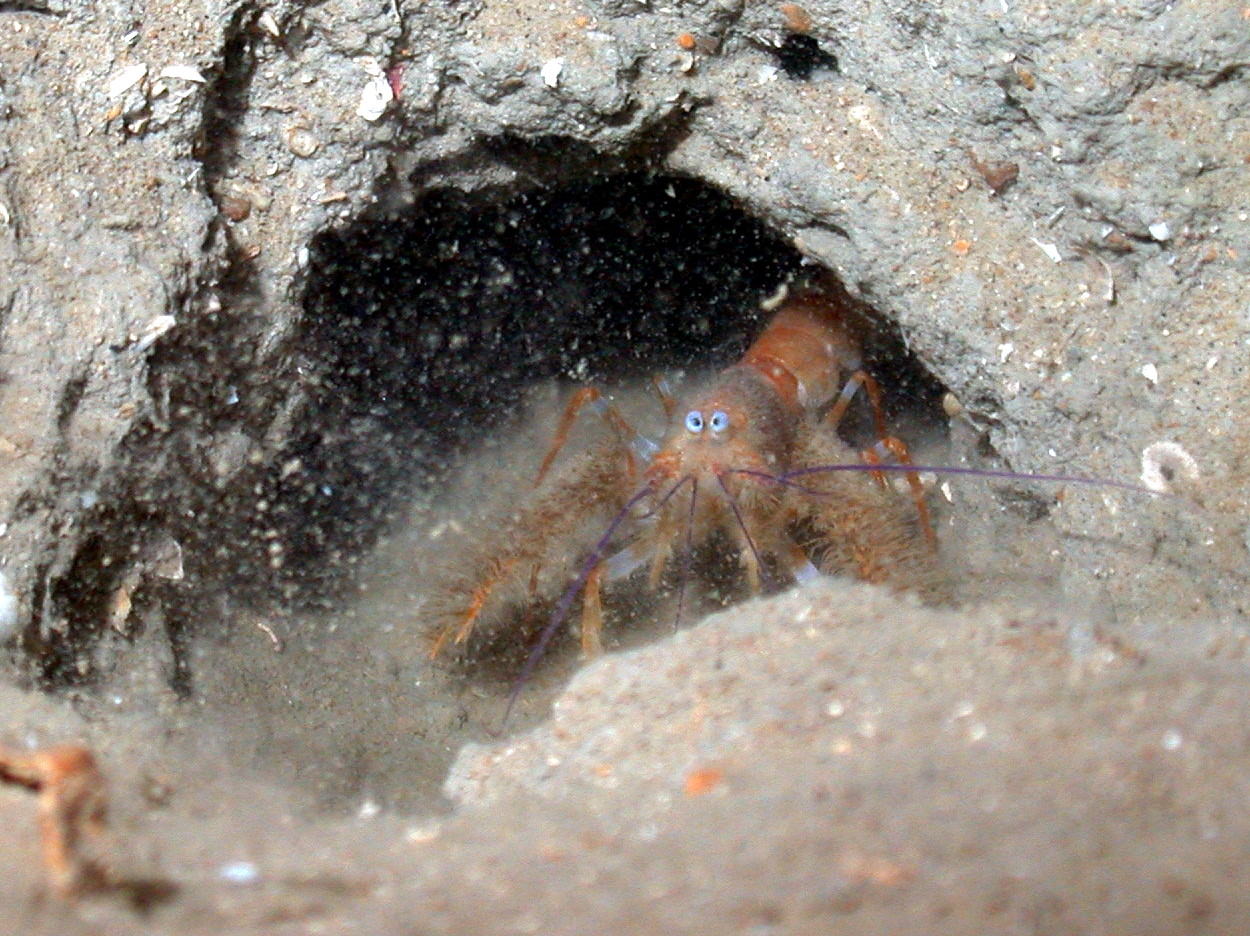
Palinurellus gundlachi

Als Pelzlangusten (Synaxidae) wurde eine Familie der Langustenartigen innerhalb der Zehnfußkrebse (Decapoda) bezeichnet, die nach einer Revision der Systematik in die Familie der Langusten und in die Teilordnung Achelata zugeordnet wurde. Die Familie bestand aus nur drei Arten, die in zwei Gattungen aufgeteilt wurden.
Alle ehemals den Pelzlangusten zugeordneten Arten sind marin, leben also ausschließlich im Meer.

## Merkmale
Die ehemals in den Pelzlangusten zusammengefassten Arten sind Zehnfußkrebse mit langgezogener Gestalt, wobei sie den Langusten als nächsten Verwandten sehr ähnlich sind. Wie diese besitzen sie lange Fühler und im Unterschied zu anderen Zehnfußkrebsen keine großen Scheren an den vorderen Laufbeinen. Der Kopf ist von einem großen Rostrum sowie einer breiten dreieckigen oder abgerundeten Platte zwischen den Augen bedeckt. Der Carapax besitzt keine Stacheln oder Frontalhörner.
Namensgebend für die aufgelöste Familie war die Körperbedeckung der Tiere aus einem dichten Pelz kurzer Haare.

## Verbreitung
Die drei Arten weisen sehr verschiedenartige Verbreitungsgebiete auf. Palinurellus wieneckii wurde an unterschiedlichen Stellen der tropischen und subtropischen Gebiete des Indischen und Pazifischen Ozeans nachgewiesen, teilweise als Larven und teilweise als ausgewachsene Krebse. Demgegenüber kommt Palinurellus gundlachi nur im westlichen Atlantik vor, speziell im Golf von Mexiko, um Bermuda und um die Bahamas, vor Südflorida, Yucatán sowie vor den karibischen Inseln von Kuba bis Barbados, Curaçao und Nordost-Brasilien (Pernambuco). Palibythus magnificus wurde nur im Zentralpazifik bei Westsamoa und potenziell vor dem Tuamotu-Archipel gefunden.

## Systematik
Die Pelzlangusten bildeten gemeinsam mit den Bärenkrebsen (Scyllaridae) und den Langusten (Palinuridae) die Überfamilie der Palinuroidea. Innerhalb dieser waren die Langusten und die Pelzlangusten Schwestertaxa. Aufgrund molekulargenetischer Analyse wurden die Gattungen in die Familie der Langusten und in die Teilordnung Achelata zugeordnet.
Die Familie der Pelzlangusten beinhaltete nur drei Arten in zwei Gattungen:
- Palinurellus Von Martens, 1878
  - Palinurellus gundlachi Von Martens, 1878
  - Palinurellus wieneckii (De Man, 1881)
- Palibythus Davie, 1990
  - Palibythus magnificus Davie, 1990